# Enterprise (Utah)
Enterprise – miasto w Stanach Zjednoczonych, w stanie Utah, w hrabstwie Washington.